# Park Sung-soo
Park Sung-Hyun, född 16 maj 1970, är en bågskytt från Sydkorea, som tog två medaljer vid bågskyttetävlingar i olympiska sommarspelen 1988.